# Плейн Сити
Плейн Сити (на английски: Plain City) е град в окръг Уебър, щата Юта, САЩ. Плейн Сити е с население от 3489 жители (2000) и обща площ от 9,7 km². Намира се на 1293 m надморска височина. ЗИП кодът му е 84404, а телефонният му код е 801.